# Inteligencia de los peces

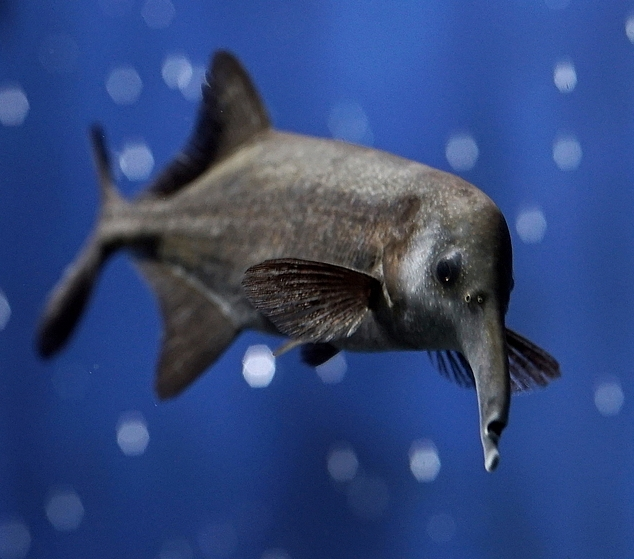
El pez elefante tiene la proporción más grande entre el peso de su cerebro y su peso corporal, más alta que la de los seres humanos

La inteligencia de los peces es «... el resultado del proceso de adquirir, memorizar, recuperar, combinar, comparar y utilizar en nuevos contextos la información y las habilidades conceptuales» que se aplica a los peces.
Según Culum Brown de la Universidad de Macquarie, los peces «son más inteligentes de lo que parecen. En muchas áreas, como la memoria, sus poderes cognitivos igualan o superan a los de los vertebrados “superiores”, incluidos los primates no humanos».
Los peces tienen registros de los pesos cerebrales relativos de los vertebrados. La mayoría de las especies de vertebrados tienen proporciones de masa cerebro-cuerpo similares. El pez asno de orejas óseas batipelágicas de aguas profundas, tiene la proporción más pequeña de todos los vertebrados conocidos. En el otro extremo, el pez elefante, un pez africano de agua dulce, tiene una de las proporciones cerebro-masa corporal más grandes de todos los vertebrados conocidos (ligeramente más alta que los humanos) y la proporción de consumo de oxígeno de cerebro a cuerpo más alta de todos los vertebrados conocidos (tres veces más que los humanos).

## Cerebro
Los peces suelen tener cerebros bastante pequeños en relación con el tamaño del cuerpo comparados con otros vertebrados, típicamente una quinceava parte de la masa cerebral de un ave o un mamífero de similar tamaño. Sin embargo, algunos peces tienen cerebros relativamente grandes, sobre todo los mórmiridos y los tiburones, que tienen cerebros tan masivos en relación con el peso corporal como las aves y los marsupiales.
El cerebelo de los peces cartilaginosos y óseos es grande y complejo. En al menos un aspecto importante, se diferencia en la estructura interna del cerebelo de los mamíferos: el cerebelo de los peces no contiene núcleos cerebelosos profundos discretos. En cambio, los objetivos principales de las células de Purkinje son un tipo distinto de célula distribuida a través de la corteza cerebelosa, un tipo que no se ve en los mamíferos. Los circuitos del cerebelo son similares en todas las clases de vertebrados, incluidos peces, reptiles, aves y mamíferos. También hay una estructura cerebral análoga en los cefalópodos con cerebros bien desarrollados, como los pulpos. Esto se ha tomado como evidencia de que el cerebelo realiza funciones importantes para todas las especies animales con cerebro.
En los peces mormíridos (una familia de peces de agua dulce débilmente electrosensibles), el cerebelo es considerablemente más grande que el resto del cerebro en su conjunto. La mayor parte es una estructura especial llamada válvula, que tiene una arquitectura inusualmente regular y recibe gran parte de su entrada del sistema electrosensorial.

## Memoria
Se ha demostrado que individuos de carpas capturados por pescadores se vuelven menos capturables a partir de entonces. Esto sugiere que los peces usan su memoria de experiencias negativas para asociar la captura con el estrés y, por lo tanto, se vuelven menos fáciles de atrapar. Este tipo de aprendizaje asociativo también se ha demostrado en los peces del paraíso (Macropodus opercularis) que evitan lugares donde han experimentado un solo ataque de un depredador y continúan evitándolo durante muchos meses.

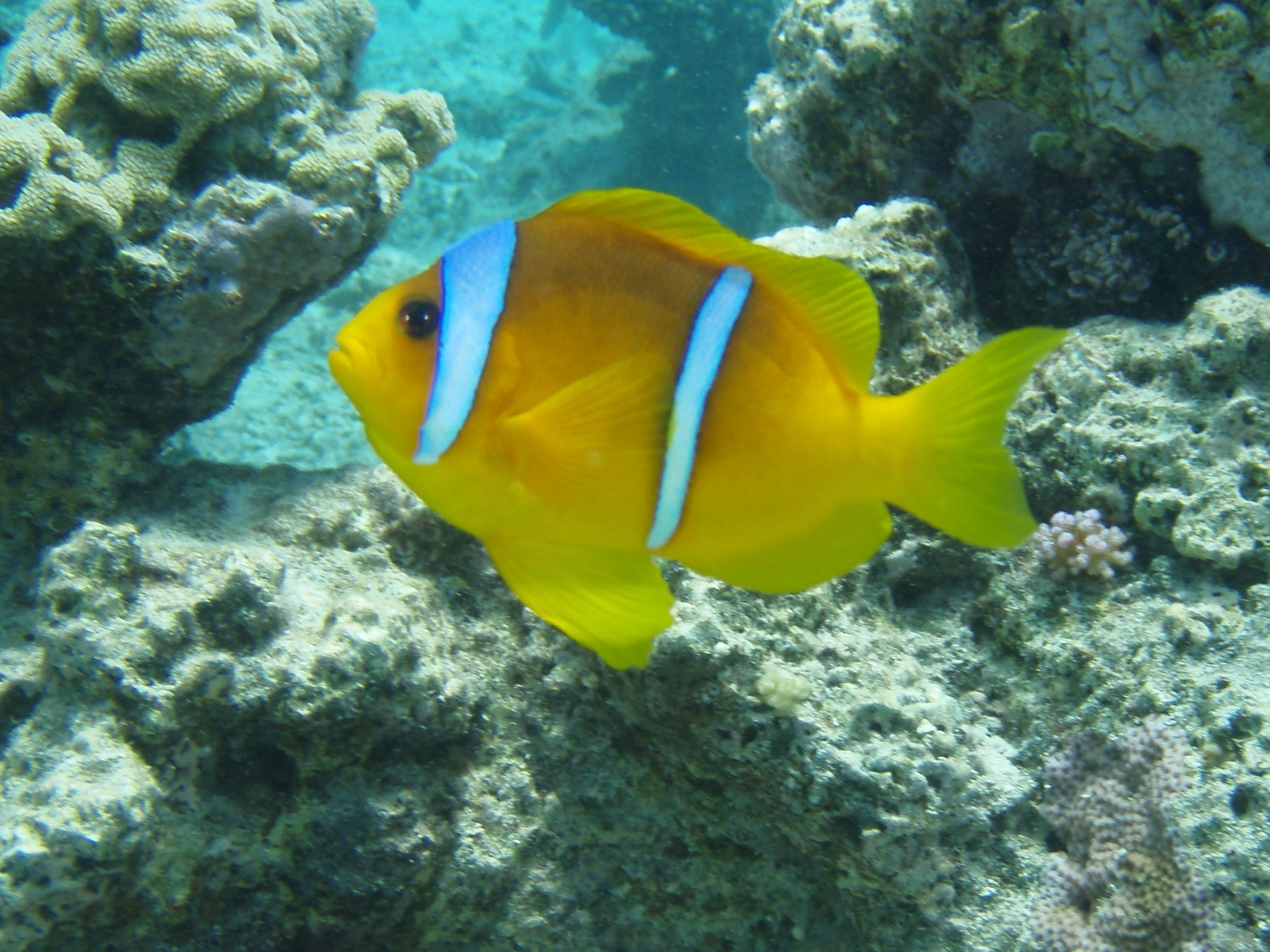
El pez payaso del Mar Rojo puede reconocer a su pareja después de 30 días de separación.

Varios estudios han demostrado que los peces pueden retener información durante meses o años. Como anécdota, el bagre de canal (Ictalurus punctatus) puede recordar la llamada de voz humana que anuncia comida cinco años después de la última vez que escuchó esa llamada. Los peces dorados recuerdan el color de un tubo que dispensa comida un año después de la última presentación del tubo. El salmón rojo todavía reacciona a una señal luminosa que precede a la llegada de los alimentos hasta ocho meses desde el último reforzamiento. Algunos gardíes y bagres podían recordar a la persona que los entrenó para alimentarse de la mano, incluso después de un descanso de 6 meses. Los peces arcoíris con manchas carmesí pueden aprender a escapar de una red de arrastre nadando a través de un pequeño agujero en el centro y recuerdan esta técnica 11 meses después. La trucha arcoíris puede ser entrenada para presionar una barra para obtener comida, y lo recuerdan tres meses después de la última vez que vieron la barra. El pez payaso del Mar Rojo puede reconocer a su pareja 30 días después de haber sido extraído experimentalmente de la anémona que lo hospeda.
Varias especies de peces son capaces de aprender relaciones espaciales complejas y formar mapas cognitivos. Los góbidos durante la marea baja pueden quedar atrapados en una pequeña piscina. Cuando se les pinchaba, los peces podían saltar a otras piscinas con extrema precisión, a veces saltando hasta seis veces para regresar a aguas abiertas. El pez había podido memorizar el diseño cuando el mar estaba en marea alta. Pueden orientarse utilizando múltiples puntos de referencia o símbolos y son capaces de integrar experiencias que les permitan generar respuestas de evitación apropiadas. En Nueva Zelanda, las pequeñas triple aletas moteadas normalmente pasan su vida adulta en un área de agua de dos metros cuadrados. Algunos de ellos fueron transportados, en un estudio, a más de 700 metros por un arrecife rocoso. La mayoría pudo encontrar el camino de regreso después de 4 a 6 días. Otros peces han encontrado su camino de regreso desde distancias más largas, como el bagre de cabeza plana (1 kilómetro), pez luna y lubina (3,5 kilómetros), jurel de roca (22 kilómetros) y atún barrilete (35 kilómetros). Los peces de las cavernas mexicanos ciegos se probaron en un laboratorio cambiando el orden de los puntos de referencia. Los peces pudieron detectar rápidamente el cambio a través de su línea lateral y almacenar un mapa de su entorno en la memoria. Los peces dorados resolvieron un laberinto de cuatro brazos en una semana para obtener comida. Navegaron por el laberinto completo de memoria, y también a partir de pistas visuales separadas recordadas anteriormente, para construir una representación cognitiva espacial compleja.

## Uso de herramientas
El uso de herramientas a veces se considera una indicación de inteligencia en los animales. Hay pocos ejemplos de uso de herramientas en peces, tal vez porque solo tienen su boca para sostener objetos.
Varias especies de lábridos sostienen bivalvos (vieiras y almejas) o erizos de mar con la boca y los aplastan contra la superficie de una roca (a modo de "yunque") para romperlos. Este comportamiento ha sido filmado en una vieja de colmillos (Choerodon anchorago); el pez abanica la arena para desenterrar el bivalvo, se lo lleva a la boca, nada varios metros hasta una roca y luego la usa como yunque al destrozar el molusco con golpes laterales de la cabeza.
El pez arquero (familia Toxotidae) arroja chorros de agua a los insectos en las plantas sobre la superficie para arrojarlos al agua; pueden ajustar el tamaño de los chorros al tamaño de la presa del insecto y aprender a disparar a objetivos en movimiento.
El pez damisela de cola blanca limpia la pared de la roca donde pretenden poner huevos succionando y soplando granos de arena en la superficie. Los peces ballesta soplan agua a erizos de mar para darlos vuelta, exponiendo así su parte inferior más vulnerable. Las rayas de río crean corrientes de agua con sus aletas para succionar la comida de una tubería de PVC. Bujurquina vittata pone sus huevos en una hoja suelta y se llevan la hoja cuando se acerca un depredador.
En un estudio de laboratorio, el bacalao del Atlántico (Gadus morhua) al que se le dio acceso a una máquina de alimentación operante aprendió a tirar de una cuerda para obtener comida. Los investigadores también habían marcado a los peces enhebrando una cuenta delante de su aleta dorsal. Algunos peces engancharon la cuerda con su cuenta, lo que resultó en la entrega de alimentos. Estos peces eventualmente aprendieron a nadar de una manera particular para hacer que la cuenta se enganche repetidamente en la cuerda y obtenga comida. Debido a que los peces usaron un objeto externo a su cuerpo de una manera orientada a objetivos, esto satisface algunas definiciones sobre uso de herramientas.

## Construcción
En cuanto al uso de herramientas, el comportamiento de la construcción puede ser principalmente innato. Sin embargo, puede ser sofisticado, y el hecho de que los peces puedan hacer reparaciones juiciosas en su creación sugiere inteligencia. Los métodos de construcción en peces se pueden dividir en tres categorías: excavaciones, amontonamientos y adosado.
Las excavaciones pueden ser simples depresiones excavadas en el sustrato, como los nidos de Amia calva, lobina de boca chica y salmón del Pacífico, pero también pueden consistir en madrigueras bastante grandes utilizadas como refugio y para anidar. Las especies de madrigueras incluyen los saltafangos, el pez banda roja  (madrigueras de hasta 1 m de profundidad, a menudo con una rama lateral), el pez mandíbula de cabeza amarilla  (cámaras de hasta 22 cm de profundidad, revestido con fragmentos de coral para solidificarlo), el convicto blenny  cuya madriguera es un laberinto de túneles y cámaras que se cree que tienen hasta 6 m de largo, y el Hypsophrys nicaraguensis, que perfora un túnel girando dentro de él. En el caso de los saltafangos, las madrigueras tienen forma de J y pueden tener hasta 2 m de profundidad. Dos especies, el saltador del barro gigante Periophthalmodon schlosseri y el gobio andante, construyen una cámara especial en el fondo de sus madrigueras a la que llevan bocanadas de aire. Una vez liberado, el aire se acumula en la parte superior de la cámara y forma una reserva desde la que los peces pueden respirar; como todos los peces anfibios, los saltafangos son buenos para respirar aire. Si los investigadores extraen experimentalmente aire de las cámaras especiales, los peces lo reponen diligentemente. La importancia de este comportamiento se deriva del hecho de que durante la marea alta, cuando el agua cubre las marismas, los peces permanecen en su madriguera para evitar a los depredadores, y el agua dentro de la madriguera confinada a menudo está poco oxigenada. En esos momentos, estos peces que respiran aire pueden aprovechar la reserva de aire de sus cámaras especiales.
Los montículos son fáciles de construir, pero pueden ser bastante extensos. En los arroyos de América del Norte, los machos de Exoglossum maxillingua ensamblan montículos de 75-150 mm de alto, 30–45 cm de diámetro, formado por más de 300 guijarros. Los peces llevan estos guijarros uno a uno en la boca, a veces robando algunos de los montículos de otros machos. Las hembras depositan sus huevos en la pendiente corriente arriba de los montículos y los machos cubren estos huevos con más guijarros. Los machos del Nocomis biguttatus y del Nocomis micropogontambién construyen montículos durante la temporada reproductiva. Comienzan despejando una ligera depresión en el sustrato, que llenan en exceso con hasta 10,000 guijarros. Las hembras ponen sus huevos entre esos guijarros. La acumulación de piedras está libre de arena y expone los huevos a una buena corriente de agua que suministra oxígeno. Los machos de muchas especies de cíclidos incubadores bucales en el lago Malaui y el lago Tanganica construyen conos de arena aplanados o en forma de cráter en la parte superior. Algunos de estos montículos pueden tener 3 m de diámetro y 40 cm de alto. Los montículos sirven para impresionar a las hembras o para permitir el reconocimiento de especies durante el cortejo.
El pez globo macho, Torquigener sp., también construye montículos de arena para atraer a las hembras. Los montículos, de hasta 2 m de diámetro, son intrincados, con crestas y valles radiantes.
Varias especies construyen montículos de trozos de coral, ya sea para proteger la entrada a sus madrigueras, como en el pez baldosa y los gobios del género Valenciennea, o para proteger el parche de arena en el que van se entierran para pasar la noche, como en el Choerodon jordani y el Novaculichthys taeniourus.
Los espinosos machos son bien conocidos por su hábito de construir un nido cerrado hecho de trozos de vegetación pegados con secreciones de sus riñones. Algunos adornan la entrada del nido con algas de colores inusuales o incluso con papel de aluminio brillante introducido experimentalmente en el medio ambiente.

## Inteligencia social
Los peces pueden recordar los atributos de otros individuos, como su capacidad competitiva o su comportamiento pasado, y modificar su propio comportamiento en consecuencia. Por ejemplo, pueden recordar la identidad de los individuos con los que han perdido en una pelea y evitarlos en el futuro; o pueden reconocer a los vecinos territoriales y mostrar menos agresión hacia ellos en comparación con los extraños. Pueden reconocer a individuos en cuya empresa obtuvieron menos alimentos en el pasado y asociarse preferentemente con nuevos socios en el futuro.
Los peces pueden parecer conscientes de qué personas los han observado en el pasado. En un experimento con peces luchadores siameses, se hizo que dos machos lucharan entre sí mientras eran observados por una hembra, a quien los machos también podían ver. El ganador y el perdedor de la pelea tenían entonces, por separado, la opción de pasar tiempo junto a la mujer que miraba o con una nueva mujer. El ganador cortejó a ambas hembras por igual, pero el perdedor pasó más tiempo junto a la nueva hembra, evitando a la hembra observadora. En esta especie, las hembras prefieren a los machos que han visto ganar una pelea sobre los machos que han visto perder, y, por lo tanto, tiene sentido que un macho prefiera a una hembra que nunca lo ha visto en lugar de una hembra que lo ha visto perder. En otro experimento, las truchas arcoíris individuales pudieron observar la interacción de otras dos truchas arcoíris detrás de una partición. El pez observador, cuando más tarde se colocó con uno de los peces, pudo darse cuenta de si ese pez tenía más probabilidades de ser dominante o no, y actuó en consecuencia.

## Engaño
Hay varios ejemplos de peces que son engañosos, lo que sugiere a algunos investigadores que pueden poseer una teoría de la mente. Sin embargo, la mayoría de las observaciones del engaño pueden entenderse como patrones instintivos de comportamiento que se desencadenan por eventos ambientales específicos, y no requieren que un pez comprenda el punto de vista de otros individuos.

### Mecanismos de distracción

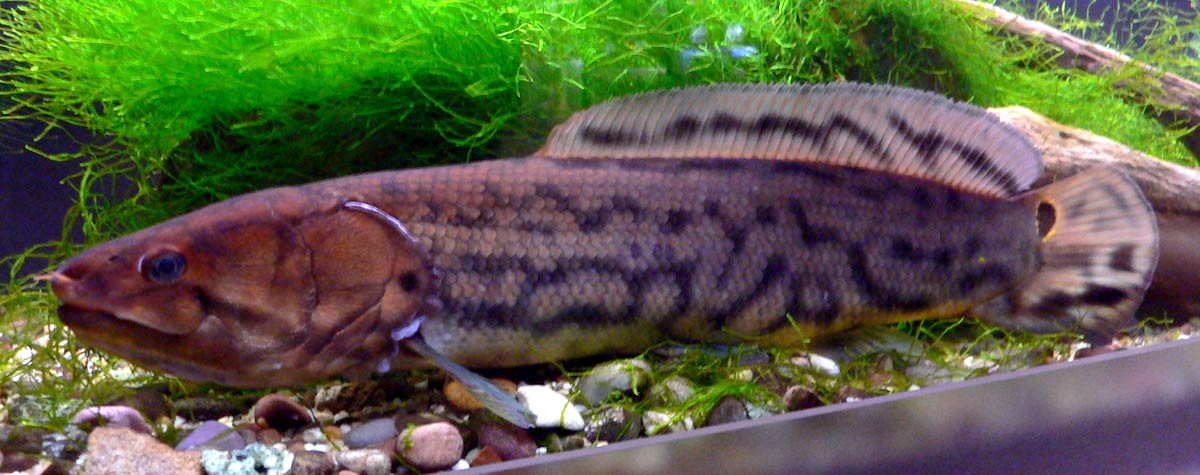
Los machos adultos de Amia calva distraen a los depredadores potenciales lejos de sus alevines golpeándolos como si estuvieran heridos.

En el espinoso de tres espinas (Gasterosteus aculeatus), los machos a veces ven su nido lleno de huevos caer presa de grupos de hembras merodeadoras; algunos machos, cuando ven que un grupo de hembras se acerca, nadan alejándose de su nido y comienzan a meter el hocico en el sustrato, como lo haría una hembra que asalta un nido. Este mecanismo de distracción comúnmente engaña a las hembras para que se comporten como si se hubiera descubierto un nido allí y se apresuran a ese sitio, dejando solo el nido real del macho. Los machos de Amia calva que cuidan a sus alevines que nadan libremente exhiben una pantalla de distracción relacionada cuando se acerca un posible depredador de alevines; se alejan y se agitan como si estuvieran heridos, atrayendo la atención del depredador hacia sí mismo.

### Comportamiento de cortejo falso
En los lagos Malili de Célebes en Indonesia, una especie de pejerrey (Telmatherina sarasinorum) es un depredador de huevos. A menudo siguen parejas de cortejo de la especie estrechamente relacionada T. antoniae. Cuando esas parejas ponen huevos, T. sarasinorum entra y se come los huevos. En cuatro ocasiones diferentes en el campo (de 136 episodios de observación en total), un T.sarasinorum macho que estaba siguiendo a una pareja de T. antoniae en cortejo finalmente ahuyentó al T. antoniae macho y tomó su lugar, cortejando a la hembra heteroespecífica. Esa hembra soltó huevos, momento en el que el macho se lanzó hacia los huevos y se los comió.

### Muerte fingida
La muerte fingida como una forma de atraer presas es otra forma de engaño. En el lago Malaui, se ha visto que el cíclido depredador Nimbochromis livingstonii permanecía inmóvil con el abdomen sobre la arena o cerca de ella y luego caía de costado. En una variante de comportamiento, algunos N. livingstonii cayeron a través de la columna de agua y aterrizaron de lado. Luego, el pez permaneció inmóvil durante varios minutos. Su patrón de color estaba manchado y sugería un cadáver en descomposición. Pequeños cíclidos curiosos de otras especies a menudo se acercaban y de repente eran atacados por el depredador. Aproximadamente un tercio de las actuaciones de muerte fingida llevaron a un ataque, y aproximadamente un sexto de los ataques tuvieron éxito. Se ha informado que otro cíclido africano, Lamprologus lemairii, del lago Tanganica, hace lo mismo. Un cíclido sudamericano, Parachromis friedrichsthalii, también utiliza la simulación de la muerte. Se voltean de costado en el fondo de los sumideros que habitan y permanecen inmóviles hasta 15 minutos, durante los cuales atacan a los pequeños moluscos que se les acercan demasiado. Mycteroperca acutirostris también puede ser un actor, aunque en este caso el comportamiento debería llamarse agonía fingida en lugar de muerte, porque mientras está acostado de costado el pez ocasionalmente ondula su cuerpo. En 1999, frente a las costas del sureste de Brasil, se observó a un espécimen juvenil de esta especie utilizando esta táctica para atrapar cinco presas pequeñas en 15 minutos.

## Cooperación
La búsqueda cooperativa de alimentos refleja cierta flexibilidad mental y planificación y, por lo tanto, podría interpretarse como inteligencia. Hay algunos ejemplos en peces.
El jurel de cola amarilla puede formar manadas de 7-15 individuos que maniobran en formaciones en forma de U para cortar la cola de los cardúmenes de presa (jureles o gruñidos de Cortez) y arrear el banco de tamaño reducido junto a los malecones donde proceden a capturar la presa.
En los arrecifes de coral del mar Rojo, los mero indopacífico que han visto un pequeño pez presa escondido en una grieta a veces visitan el agujero para dormir de una morena gigante y sacuden la cabeza ante la morena, y esto parece ser una invitación a la caza en grupo como la morena a menudo se aleja nadando con el mero, es conducida a la grieta donde se esconde la presa y procede a sondear esa grieta (que es demasiado pequeña para dejar entrar al mero), ya sea atrapando a la presa por sí misma o arrojándola al aire libre donde el mero lo agarra. La estrechamente relacionada trucha de coral también solicita la ayuda de las morenas de esta manera, y solo lo hacen cuando la presa que buscan está escondida en grietas, donde solo la anguila puede sacarlas. También aprenden rápidamente a invitar preferentemente a aquellas anguilas individuales que colaboran con más frecuencia.
Del mismo modo, los peces león cebra que detectan la presencia de pequeños peces presa encienden sus aletas como una invitación a otros peces león cebra, o incluso a otra especie de pez león (Pterois antennata), a unirse a ellos para acorralar mejor a la presa y turnarse para golpear al pez león. presa para que cada cazador individual termine con tasas de captura similares.

## Aritmética
El pez mosquito (Gambusia holbrooki) puede distinguir entre puertas marcadas con dos o tres símbolos geométricos, solo uno de los cuales permite que los peces se reúnan con sus compañeros de banco. Esto se puede lograr cuando los dos símbolos tienen la misma superficie total, densidad y brillo que los tres símbolos. Otros estudios muestran que esta discriminación se extiende a 4 frente a 8, 15 frente a 30, 100 frente a 200, 7 frente a 14 y 8 frente a 12 símbolos, controlando nuevamente por factores no numéricos.
Muchos estudios han demostrado que cuando se les da una opción, los peces en cardúmenes prefieren unirse al más grande de dos cardúmenes. Se ha argumentado que varios aspectos de esa elección reflejan la capacidad de los peces para distinguir entre cantidades numéricas.

## Aprendizaje social
Los peces pueden aprender a realizar un comportamiento simplemente observando a otros individuos en acción. A esto se le llama aprendizaje observacional, transmisión cultural o aprendizaje social . Por ejemplo, los peces pueden aprender una ruta en particular después de seguir a un líder experimentado varias veces. Un estudio entrenó a los guppies a nadar a través de un agujero marcado en rojo mientras ignoraban otro marcado en verde para obtener comida del otro lado de una partición; cuando a estos peces experimentados ("manifestantes") se les unió uno ingenuo (un "observador"), el observador siguió a los manifestantes a través del agujero rojo y mantuvo el hábito una vez que los manifestantes fueron retirados, incluso cuando el agujero verde ahora permitía comida acceso. En otro estudio, se enseñó al eglefino a nadar a través de una piscina para alimentarse. Luego se colocó una gran red de malla en el área por la que los peces tenían que nadar. La malla se hizo cada vez más pequeña. Los peces pudieron aprender si podían sobrevivir esperando y viendo a otros peces más experimentados intentarlo primero. En la naturaleza,el burro listado juvenil sigue las rutas migratorias tradicionales, hasta 1 km de largo, entre sus sitios de descanso diurno y sus áreas de alimentación nocturna en los arrecifes de coral; si se marcan grupos de 10 a 20 individuos y luego se trasplantan a nuevas poblaciones, siguen a los residentes a lo largo de lo que es para ellos, los trasplantes, una nueva ruta de migración, y si los residentes son removidos dos días después, los gruñidos trasplantados continúan utilice la nueva ruta, así como los sitios de descanso y alimentación en ambos extremos.
A través de la transmisión cultural, los peces también podrían aprender dónde están los buenos lugares para comer. El espinoso de nueve espinas, cuando se le da a elegir entre dos parches de comida que han observado durante un tiempo, prefiere el parche sobre el que se ha visto a más peces alimentarse, o sobre el que se ha visto a los peces alimentándose más intensamente. De manera similar, en un experimento de campo en el que a los guppies de Trinidad se les dio a elegir entre dos comederos claramente marcados en sus ríos de origen, los sujetos eligieron el comedero donde ya estaban presentes otros guppies, y en las pruebas posteriores cuando ambos comederos estaban desiertos, los sujetos recordaron el anterior alimentador popular y lo eligieron.
A través del aprendizaje social, los peces pueden aprender no solo dónde obtener alimentos, sino también qué obtener y cómo obtenerlo. Se puede enseñar al salmón criado en un criadero a aceptar rápidamente presas vivas y novedosas similares a las que encontrarán una vez que sean liberadas en la naturaleza, simplemente observando a un salmón experimentado tomar tal presa. Lo mismo ocurre con la perca joven. En el laboratorio, los especímenes juveniles de lubina europea pueden aprender a empujar una palanca para obtener alimento con solo observar a personas experimentadas usar la palanca.
Los peces también pueden aprender de otros la identidad de las especies depredadoras. Pimephales promelas, por ejemplo, pueden aprender el olor de un lucio depredador con solo estar expuestos simultáneamente a ese olor y la vista de pececillos experimentados que reaccionan con miedo, y el espinoso del arroyo puede aprender la identidad visual de un depredador al observar la reacción de miedo de los pececillos experimentados. Los peces también pueden aprender a reconocer el olor de sitios peligrosos cuando se exponen simultáneamente a él y a otros peces que de repente muestran una reacción de miedo. El salmón criado en un criadero puede aprender el olor de un depredador al exponerse simultáneamente a él y a la sustancia de alarma liberada por el salmón herido.

## Aprendizaje latente
El aprendizaje latente es una forma de aprendizaje que no se expresa inmediatamente en una respuesta abierta; ocurre sin ningún refuerzo obvio de la conducta o las asociaciones que se aprenden. Un ejemplo en peces proviene de la investigación con guramis machos de tres manchas (Trichopodus trichopterus). Esta especie forma rápidamente jerarquías de dominio. Para apaciguar a los dominantes, los subordinados adoptan una postura corporal típica con un ángulo de 15°-60° con respecto a la horizontal, todas las aletas dobladas y los colores del cuerpo pálidos. Los individuos entrenados para asociar un estímulo de luz con la llegada inminente de alimentos exhiben este aprendizaje asociativo acercándose a la superficie donde normalmente se deja caer el alimento inmediatamente cuando se presenta el estímulo de luz. Sin embargo, si un subordinado se coloca en un tanque con un individuo dominante y se presenta el estímulo de luz, el subordinado inmediatamente asume la postura sumisa en lugar de acercarse a la superficie. El subordinado ha predicho que salir a la superficie para conseguir comida lo pondría en competencia con el dominante, y para evitar una agresión potencial, inmediatamente intenta apaciguar al dominante.

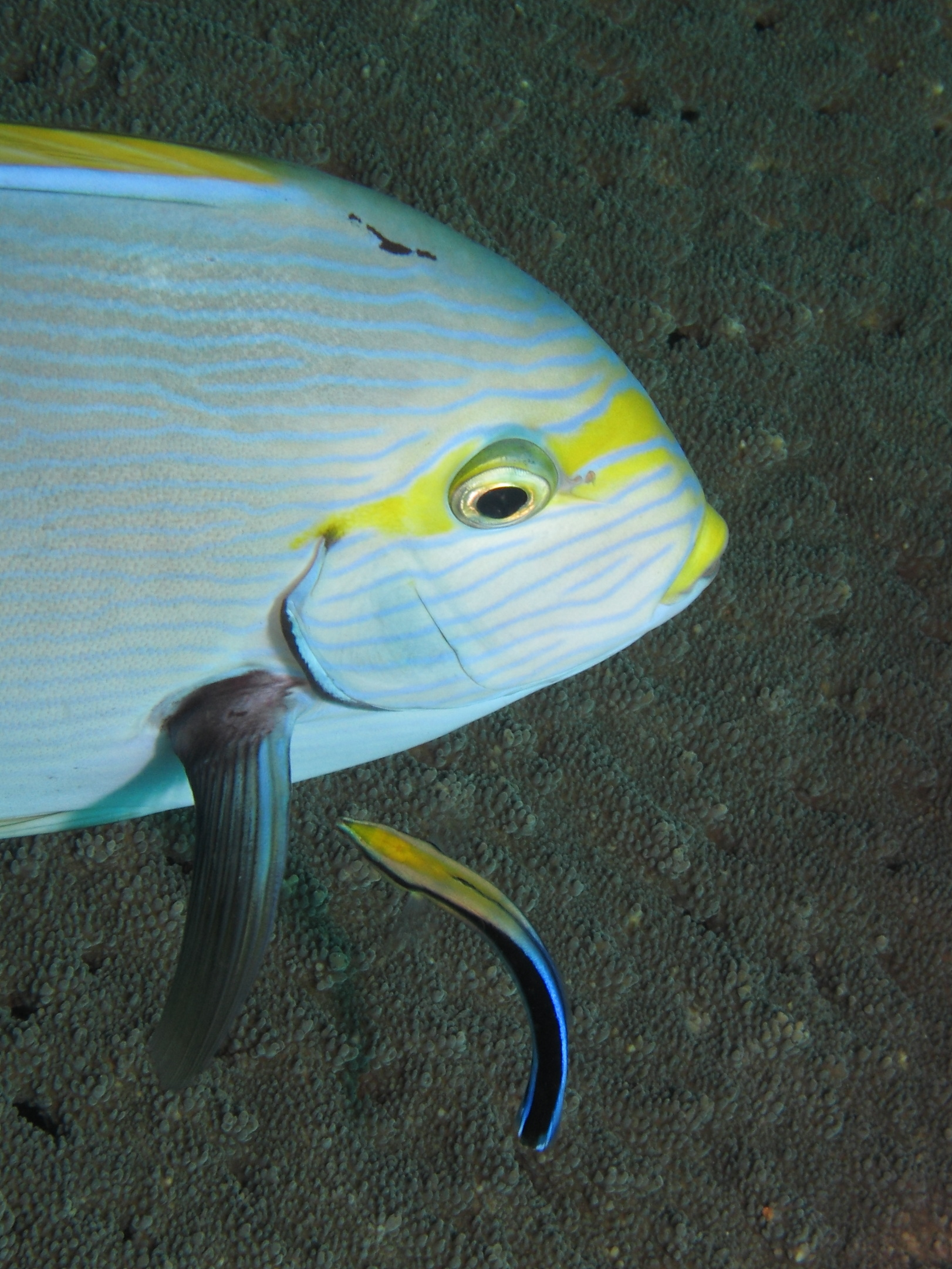
Napoleón limpiador Bluestreak (abajo) con un pez cliente

El lábrido limpiador de racha azul (Labroides dimidiatus) realiza un servicio para los peces “clientes” (pertenecientes a otras especies) al eliminar y comer sus ectoparásitos. Los clientes pueden invitar a una sesión de limpieza adoptando una postura típica o simplemente permaneciendo inmóviles cerca de la estación de limpieza de un lábrido. Incluso pueden formar filas mientras lo hacen. Pero las sesiones de limpieza no siempre terminan bien, porque los lábridos (o los blenios dientes de sable parásitos que imitan al lábrido) pueden engañar y comerse el nutritivo moco corporal de sus clientes, en lugar de solo los ectoparásitos, algo que hace que el cliente se sobresalte y, a veces, huya. Este sistema ha sido objeto de extensas observaciones que han sugerido habilidades cognitivas por parte de los lábridos limpiadores y sus clientes. Por ejemplo, los clientes se abstienen de solicitar una sesión de limpieza si han presenciado que la sesión de limpieza del cliente anterior terminó mal. Los limpiadores dan la impresión de tratar de mantener una buena reputación, porque hacen menos trampa cuando ven una gran audiencia (una larga cola de clientes) mirando. Los limpiadores a veces trabajan en equipos de machos y hembras, y cuando la hembra más pequeña engaña y muerde al cliente, el macho más grande la ahuyenta, como para castigarla por haber empañado su reputación.

## Juego
El comportamiento de juego a menudo se considera un correlato de la inteligencia. Un posible ejemplo en peces lo proporciona el pez nariz de elefante de Peters (mencionado anteriormente por tener una de las mayores proporciones de peso entre el cerebro y el cuerpo de todos los vertebrados conocidos). Se observó a un individuo cautivo que llevaba una pequeña bola de papel de aluminio (un buen conductor de la electricidad) al tubo de salida del filtro del acuario, dejando que la corriente empujara la bola antes de perseguirla y repetir el comportamiento. También se han visto cíclidos de manchas blancas en cautiverio golpeando un termómetro flotante cientos de veces para hacer que se tambalee y se balancee.

## Almacenamiento de comida
El almacenamiento de comida puede verse potencialmente como una planificación del animal para el futuro. Un ejemplo de media a corto plazo es la perca trepadora (Anabas testudineus). Los individuos se mantuvieron individualmente en acuarios y se alimentaron con gránulos caídos a la superficie. Cuando los gránulos se dejaron caer uno tras otro a intervalos de 1 s, los peces los tomaron cuando llegaron a la superficie y los almacenaron dentro de la boca. En promedio, los peces se colocaron 7 gránulos en la boca antes de alejarse para consumirlos. Cuando pasaron hambre durante 24 horas antes de la prueba de alimentación, duplicaron el número de gránulos almacenados (14 en promedio); la parte inferior de la cabeza se abultaba bajo la carga. El comportamiento puede ser una indicación de que la competencia por la comida es normalmente severa en esta especie y que cualquier adaptación a la seguridad alimentaria sería beneficiosa.